# سانگام-دونگ
سانگام-دونگ (به لاتین: Sangam-dong) یک منطقهٔ مسکونی در کره جنوبی است که در Mapo District واقع شده‌است.